# Two Came Back
Two Came Back är en amerikansk TV-film från år 1997 med Melissa Joan Hart i huvudrollen. Filmen regisserades av Dick Lowry och är baserad på en sann historia.

## Handling
Susan Clarkson älskar att segla, och hon får ett erbjudande om ett jobb som hon bara inte kan tacka nej till. Hon ska leverera en segelbåt av lyxmodell till dess ägare, vilket betyder att hon får använda båten. Hon åker inte ensam, utan har besättning med sig. 
När de kommit ut till havs, blåser det upp till storm och båten börjar sjunka. Susan och besättningen sätter sig i en livbåt, där de får driva omkring i dagar utan mat och vatten i väntan på att bli räddade.

## Rollista i urval
- Melissa Joan Hart - Susan Clarkson
- Jonathan Brandis - Jason
- David Gail - Matt
- Jon Pennell - Rick
- Susan Walters - Allie